# ファーター膨大部

胆管周辺の模式図
肝臓、右肝管、左肝管、総肝管、胆嚢管、総胆管、胆嚢、オッディ括約筋、ファーター膨大部、膵管、膵臓、十二指腸

ファーター膨大部（ふぁーたーぼうだいぶ、英語: ampulla of Vater）とは、胆膵管膨大部とも呼ばれており、膵管と総胆管の結合部分を形成している。この膨大部は、大十二指腸乳頭に位置している。
ファーター膨大部は、前腸から中腸に移行する十二指腸の二番目の部位での途中の重要な目印であり、また、腹腔動脈が腸と上腸間膜動脈に供給を停止する位置でもある。

## 追加画像

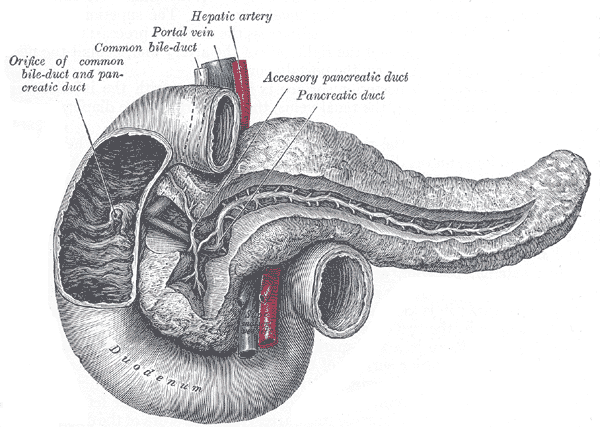
膵管

## 参考
- "Ampulla, hepatopancreatic." Stedman's Medical Dictionary, 27th ed. (2000). ISBN 0-683-40007-X
- Moore, Keith L. and Arthur F. Dalley. Clinically Oriented Anatomy, 4th ed. (1999). ISBN 0-683-06141-0